# Annie Dookhan
Annie Dookhan (* 1977 in San Fernando, Trinidad als Annie Sadiyya Khan) ist eine Chemikerin, die am forensischen Hinton State Laboratory Institute in Jamaica Plain in Boston in bis zu 34.000 Fällen Beweise verfälschte.

## Biografie
Annie Khan ist das einzige Kind ihrer Eltern. Etwa 1989 zog ihre Familie mit ihr in die Vereinigten Staaten und sie erlangte die Staatsbürgerschaft. Ihr Vater gründete 1990 eine Bleisanierungs- und Heizungsfirma, ihre Mutter arbeitete in einem Krankenhaus als Datenanalystin.
Khan besuchte die Boston Latin Academy. Sie war dort Mitglied im Jahrbuch-Team und in der Altsprachen- und Altertumswissenschaftsorganisation National Junior Classical League. 1996 machte Khan den Schulabschluss (englisch graduation). Später gab sie an, mit summa cum laude abgeschlossen zu haben. Diese Bewertungsstufe gibt es an der Boston Latin Academy jedoch nicht.
Khan begann 1996 ein Studium der Chemie am Regis College in Weston. 1998 wechselte sie an die University of Massachusetts Boston mit dem Hauptfach Biochemie. Sie konnte ihr Studium 2001 mit dem Bachelor of Science und dem Ergebnis cum laude abschließen.
Ab Frühjahr 2002 arbeitete sie in der chemischen Qualitätskontrolle des Impfstoffherstellers MassBiologics Laboratory in Jamaica Plain. 2003 wurde sie als Chemikerin am Hinton State Laboratory Institute in Jamaica Plain angestellt.
Annie Khan heiratete 2004 und nahm den Ehenamen Dookhan an.

## Beweisfälschungen
Im Juni 2011 entdeckte ein Mitarbeiter des forensischen Labors, dass Dookhan 95 Proben getestet hatte, ohne sie korrekt zu beschriften. Weitere Nachforschungen enthüllten, dass sie die Unterschrift eines anderen Mitarbeiters in ihrem Labortagebuch gefälscht hatte. Daraufhin wurde sie von der Arbeit freigestellt. Sie konnte jedoch weiterhin als Sachverständige in Gerichten auftreten, bis im Februar 2012 alle Staatsanwälte des Bostoner Gebiets über die Verletzung der Richtlinien informiert wurden und die Entlassung Dookhans angekündigt wurde. Sie kündigte im März 2012.
Während des Jahrzehnts, in dem Dookhan im Hinton-Labor arbeitete, wurde es vom Massachusetts Department of Health’s Office of Human Services betrieben. Um Kosten zu sparen, wurde das Labor 2011 vom Massachusetts General Court der forensischen Abteilung der Massachusetts State Police zugeordnet. Die State Police intensivierte die Untersuchung im Fall Dookhan. Die Untersuchung deckte auf, dass Dookhans Vorgesetzte vor 2011 mehrere Warnhinweise in ihrem Umfeld ignoriert hatten. Zum Beispiel untersuchte sie Berichten zufolge mehr als 500 Proben im Monat – fünfmal so viele wie normal – obgleich ein Vorgesetzter sagte, “never saw Dookhan in front of a microscope” (deutsch: „er habe sie nie an einem Mikroskop gesehen“). Ein anderer Kollege sagte: “Dookhan would submit a cocaine sample, and it would come back heroin or vice versa” (deutsch: „Dookhan konnte eine kokainbelastete Probe einreichen und sie kam als heroinbelastete Probe wieder und umgekehrt“). Außerdem blieb Dookhans Produktivität stabil, obwohl die Arbeitsbelastung erheblich stieg, nachdem der Oberste Gerichtshof der Vereinigten Staaten im Fall Melendez-Diaz vs. Massachusetts entschieden hatte, dass Chemiker, die in Kriminalfällen Drogentests durchführen, persönlich als Zeugen vorgeladen werden können. Nach einer unabhängigen Datenanalyse des Bostoner Radiosenders WBUR nahm Dookhans durchschnittliche Bearbeitungszeit trotz der gestiegenen Arbeitsbelastung von 2009 bis 2011 sogar ab. Nachdem das Ausmaß ihres Fehlverhaltens klar wurde, wurde es als so schwerwiegend eingeschätzt, dass Gouverneur Deval Patrick anordnete, das Labor zu schließen.
Im August 2011 verhörte die Polizei Dookhan in ihrer Wohnung in Franklin, Massachusetts, wobei sie zugab, Testergebnisse geändert und vorgetäuscht zu haben, um ihre häufigen Fälschungen zu verbergen, und dass sie Proben „per Augenschein“ untersucht hätte, ohne sie wirklich zu testen. Sie ging sogar so weit, Kokain zu Proben hinzuzufügen, in denen vorher kein Kokain war. Sie sagte, dass sie seit drei Jahren Proben gefälscht habe. Irgendwann brach sie zusammen und sagte: “I messed up, I messed up bad. I don’t want the lab to get in trouble” (deutsch: „Ich habe es vermasselt, ich habe es total vermasselt. Ich möchte nicht, dass das Labor in Schwierigkeiten gerät“).

### Anklagen
Am 28. September 2012 wurde Dookhan inhaftiert und wegen Strafvereitelung und Fälschung akademischer Titel angeklagt. Die letztgenannte Anklage wurde erhoben, weil sie in ihrer Bewerbung und unter Eid behauptet hatte, einen Mastergrad der Chemie der University of Massachusetts Boston zu besitzen. Vertreter der Universität enthüllten, dass Dookhan keinen solchen Grad besaß und dort niemals ein Masterstudium angetreten habe.
Am 17. Dezember 2012 wurde Dookhan formell in 27 Punkten angeklagt – 17 Fälle von Strafvereitelung, 8 Fälle von Fälschung von Beweisen und je 1 Fall von Meineid und Fälschung akademischer Titel. Die Staatsanwälte behaupteten, dass Dookhan immer dann, wenn ein zweiter Test fehlschlug und die Ergebnisse des ersten Tests nicht bestätigte, die Röhrchen manipuliert habe, um die ursprünglichen Ergebnisse ihrer fehlerhaft untersuchten Proben zu bestätigen. Sie wurde außerdem angeklagt, Testergebnisse falsch bestätigt zu haben, von denen sie wusste, dass sie kompromittiert waren; diese Bestätigungen wurden bei Gericht als Beweise verwendet.

### Freiheitsstrafe
Am 22. November 2013 wurde Dookhan von Richterin Carol S. Ball am Suffolker Kammergericht zu drei bis fünf Jahren Freiheitsstrafe und zwei Jahren Bewährung verurteilt, nachdem sie sich schuldig bekannt hatte, Drogentests gefälscht zu haben. Das war mehr als das eine Jahr Freiheitsstrafe, das ihre Verteidigung vorgeschlagen hatte, aber weniger als die fünf bis sieben Jahre, die von der Anklage gefordert worden waren. Richterin Ball sagte, dass die höhere Strafe in den Auswirkungen von Dookhans Fehlverhalten begründet liege. Ball schrieb: “Innocent persons were incarcerated, guilty persons have been released to further endanger the public, millions and millions of public dollars are being expended to deal with the chaos Ms. Dookhan created, and the integrity of the criminal justice system has been shaken to the core.” (deutsch: „Unschuldige Personen wurden eingesperrt, schuldige Personen wurden entlassen und gefährdeten weiterhin die Öffentlichkeit, Millionen und Millionen öffentlicher Gelder müssen ausgegeben werden, um das Chaos zu bewältigen, das Frau Dookhan angerichtet hat, und die Integrität der Strafjustiz wurde bis in den Kern erschüttert.“)
Dookhan, Gefangene F81328 in Massachusetts, saß ihre Strafe im Gefängnis Framingham ab. Im April 2016 wurde sie auf Bewährung aus dem Gefängnis entlassen.

### Auswirkungen
Die große Mehrheit der auf Basis ihrer fehlerhaften Untersuchungen getroffenen Urteile wurde nicht aufgehoben. Ungefähr 20 Menschen sehen sich neuen Anklagen gegenüber. Menschen, die wegen Delikten angeklagt wurden, die auf Beweisen beruhen, die Dookhan in den Händen hatte, streben Zivilverfahren wegen der Verletzung ihres Rechts auf ein faires Verfahren an.
Im Januar 2015 sagte Benjamin Keehn, ein prominenter Verteidiger im Committee for Public Counsel Services, dass im Ergebnis von Dookhans Taten etwa 40.000 Menschen fälschlich beschuldigt worden sein könnten.
Im Mai 2015 urteilte der Massachusetts Supreme Judicial Court, dass Angeklagte, deren Verurteilungen wegen Drogenvergehens auf Beweisen beruhen, die möglicherweise durch die frühere staatliche Chemikerin Annie Dookhan kompromittiert worden seien, Wiederaufnahmeverfahren anstreben könnten, ohne weitere Anklagen und höhere Strafen befürchten zu müssen.